# چگرد (مهرستان)
چگرد chegerd روستایی در دهستان زابلی بخش مرکزی شهرستان مهرستان در استان سیستان و بلوچستان ایران است. جمعیت این روستا براساس آنچه بر روی تابلوی دهیاری روستا نوشته شده است، هزار و صد و بیست نفر ثبت شده است. مردم چگرد بلوچ، مسلمان و همگی با همدیگر خویشاوند هستند.
روستای چگرد از قدیمی ترین روستاهای شهرستان مهرستان است این روستا نخلستان هایی بسیار زیبا و سرسبز دارد. رودخانه های فصلی  کروچی و مزن کور (مزءَ کور) maza_kawr از شمال و جنوب این روستا را احاطه کرده اند. داز Daaz(درختچه ای از خانواده نخل های خودرو ) در این رودخانه ها به فراوانی وجود دارد.
محدودۀ این روستا به سبب قرار گرفتن در میان رودخانه های فصلی، دارای چشمه های طبیعی زیادی است که عمدۀ آب کشاورزی آن از چهار چشمۀ چگرد، دهمیر، نوکنده، سردُک و مرادی چمّگ تامین می شود.
محوطه های باستانی:
در چگرد و اطراف آن چندین محوطۀ باستانی وجود داشته است که برخی از آن ها در سال های اخیر به کلی نابود شده اند. برخی از این محوطه های تاریخی به شرح زیر هستند: 
1- نام:        گچرانی کبرستان (گورستان قجرها)           وضعیت کنونی:  نابود شده (تبدیل به زمین کشاورزی)
2-  نام:        کلاگورkaaa-gawr: (قلعۀ گورها/زردشتیان)     وضعیت کنونی: موجود و در معرض نابودی
3- نام:        تپّه باستانیِ بوتّگ butteg                  وضعیت کنونی: تخریب شده (استفاده ازخاک مناسب تپه برای خانه سازی)
4- نام:       گورّان کُناری gourraan-konaari (گورستانِ کُناری)          وضعیت کنونی:  موجود
5-  نام:        هوشاپی کبرستان (گورستان خوشاب)                وضعیت کنونی: موجود
فاصلۀ چگرد تا تا مرکز شهرستان مهرستان، ده کیلومتر است که 8 کیلومتر آن اول آن همان جادۀ مهرستان (مَه گَس) به ایرانشهر (پهره) است. 
برجسته ترین نقطۀ کوهستانی در این روستا کوهی نسبتاً کم ارتفاع به نام «پونزگ»poenzag است که در سمت جنوب غرب آن قرار گرفته است. 
مراکز آموزشی:
الف) مراکز رسمی دولتی: چگرد داری چهار مدرسۀ ابتدایی و راهنمایی (متوسطۀ اول) دخترانه و پسرانه است اما از نظر فضای آموزشی وضعیت مناسبی ندارد. 
ب) مراکز آموزشی دینی: چگرد دارای یک مکتب تعلیم القرآن خواهران است که در کنار مسجد شهر (مسجد قدیم چگرد) قرار دارد و از طریق اعانات مردمی ساخته شده و اداره می شود. 
عبادتگاه ها:
عبادتگاه اجتماعی مردم چگرد همانند دیگر بلوچهای منطقه مسجد است که در زبان مرد یعنی بلوچی به آن «مسیت» masitt میگویند. در چگرد چهار مسجد وجود دارد: 1. مسجد شهر (مسجد قدیم)؛ 2. مسجد چمّگ (مسجد چشمه)؛ 3-مسجد دهمیر؛ 4. مسجد صوفی شیرمحمد. 
وضعیت کشاورزی:
در نخلستان های چگرد انواع خرماها به بار می آیند که به شرح زیر هستند: 
عمدۀ محصول خرمای این روستا مضافتی از مرغوب ترین محصولات خرمای مضافتی ایران است. (قابل ذکر است که اساساً خرمای مضافتی مهرستان و منطقۀ سراوان (مهرستان، سوران، سراوان و گلشن) مرغوب ترین خرمای مضافتی ایران است که در گذشته به وسیلۀ تاجران بمی (اهل بم از توابع استان کرمان) با برند خرمای مضافتی بم وارد بازار می شد اما در سال های اخیر با عنوان خرامای مضافتی سراوان و مهرستان عرضه می شود. 
پس از مضافتی، انواع خرمای زردانzardaan، کلّگی kallagi، کلوتkalutt، چگردی/chegerdi، پپو poppou، پیمازو pimaazou، سبزوsabzou، هلیله haleala، بهملدین bahmaladin، و انواع کروچ (ارقام نسبتاً کم کیفیت) محصولات خرمای این روستا هستند. این ارقام در روستاهای مجاور نیز به بار می آیند. 
وضعیت دامداری: 
دامداری شغل دیگر مردم رستاها و از جمله مردم روستای چگرد است. عمدۀ دام هایی که مردم این روستا پرورش می دهند، بز است و سپس گوسفند و گاو و طیور. در سال های اخیر و پس از آمدن ماشین آلات کشاورزی و باری، پرورش خر به سبب عدم کاربرد آن در شخم زدن زمین و بارکشی و صعوبت نگهداری آن، چنان رو به کاهش نهاده است که مگر به ندرت اثری از این حیوان دیده نمی شود. 

## جمعیت (براساس سرشماری ده ساله رسمی)
بر پایه سرشماری عمومی نفوس و مسکن در سال ۱۳۹۵، جمعیت این روستا برابر با ۱٬۰۵۰ نفر (۲۹۱ خانوار) بوده‌است.